# Obersulm
Obersulm település Németországban, azon belül Baden-Württembergben. Lakosainak száma 13 876 fő (2023. december 31.).

## Népesség
A település népessége az elmúlt években az alábbi módon változott:
| Lakosok száma | 10 710 | 13 478 | 13 826 | 13 914 | 13 903 | 13 951 | 13 876 |
|               | 1975   | 2014   | 2017   | 2019   | 2021   | 2022   | 2023   |